# Vitimero
Vitimero (fl. 380) fu un sovrano dei Grutungi.

## Biografia
Pronipote di Ermanarico, gli succedette come sovrano dei Grutungi, probabilmente nel 376. Secondo Herwig Wolfram, Vithimiris non era "certamente" figlio di Ermanarico.
Governò nell'area dell'attuale Ucraina meridionale. Ammiano Marcellino, l'unica fonte su di lui nota, afferma che dopo la morte di Ermanarico cercò di resistere agli Alani, alleati degli Unni, con l'aiuto di altri unni assoldati come mercenari. Lo fece "per qualche tempo" (aliquantisper), ma alla fine, "dopo molte sconfitte" (post multas clades), morì in battaglia.
Si presume quindi che molto probabilmente abbia governato nel 376, forse anche nel 375.
Suo figlio Viderico era troppo giovane all'epoca per governare, quindi il regno vero e proprio era nelle mani di Alatheus e Saphrax, i suoi comandanti subordinati, come Michael Kulikowski li definisce.
C'è anche una storia parallela di questi eventi, raccontata da Giordane, l'unico altro autore a citare Ermanarico. 
Tuttavia Giordane non conosce Vitimero; egli narra che dopo la morte di Ermanarico, un suo parente, Vinitharius di nome, accettò di succedergli. 
Regnò appena un anno (vix anni spatio) e poi dovette affrontare gli Unni in battaglia. Il re unno Balamber fece una lunga guerra a Vitimero (diuque certati) e solo nella terza battaglia riuscì ad ucciderlo.
Tuttavia, ci sono dubbi sull'esistenza stessa di Balamber o di qualsiasi altro re unno in quel periodo.
La nipote di Vitimero, Vadamerca, sposò in seguito il re degli Unni Balamir, il che spiega la presenza di nomi germanici tra i re Unni, come ad esempio in Uldino, che in germanico significa "lupetto" (wolflein).